# Die Messerkämpfer
Die Messerkämpfer (schwedisch Bältespännarna, eigentlich „Die Gürtelspanner“) ist eine nationalromantische Skulptur des schwedischen Bildhauers Johan Peter Molin aus der Mitte des 19. Jahrhunderts. Sie zeigt zwei Männer beim mythischen Zweikampf des „Gürtelspannens“. Die Skulptur wurde zu Molins großem Durchbruch und war eine Zeit lang in ganz Europa bekannt. Von der Skulptur existieren verschiedene Ausführungen, Exemplare sind heute unter anderem zu finden im Bältespännarparken in Göteborg, vor dem schwedischen Nationalmuseum in Stockholm, vor dem Vänersborgs-Museum und im Mästarnas-Park in Hällefors.

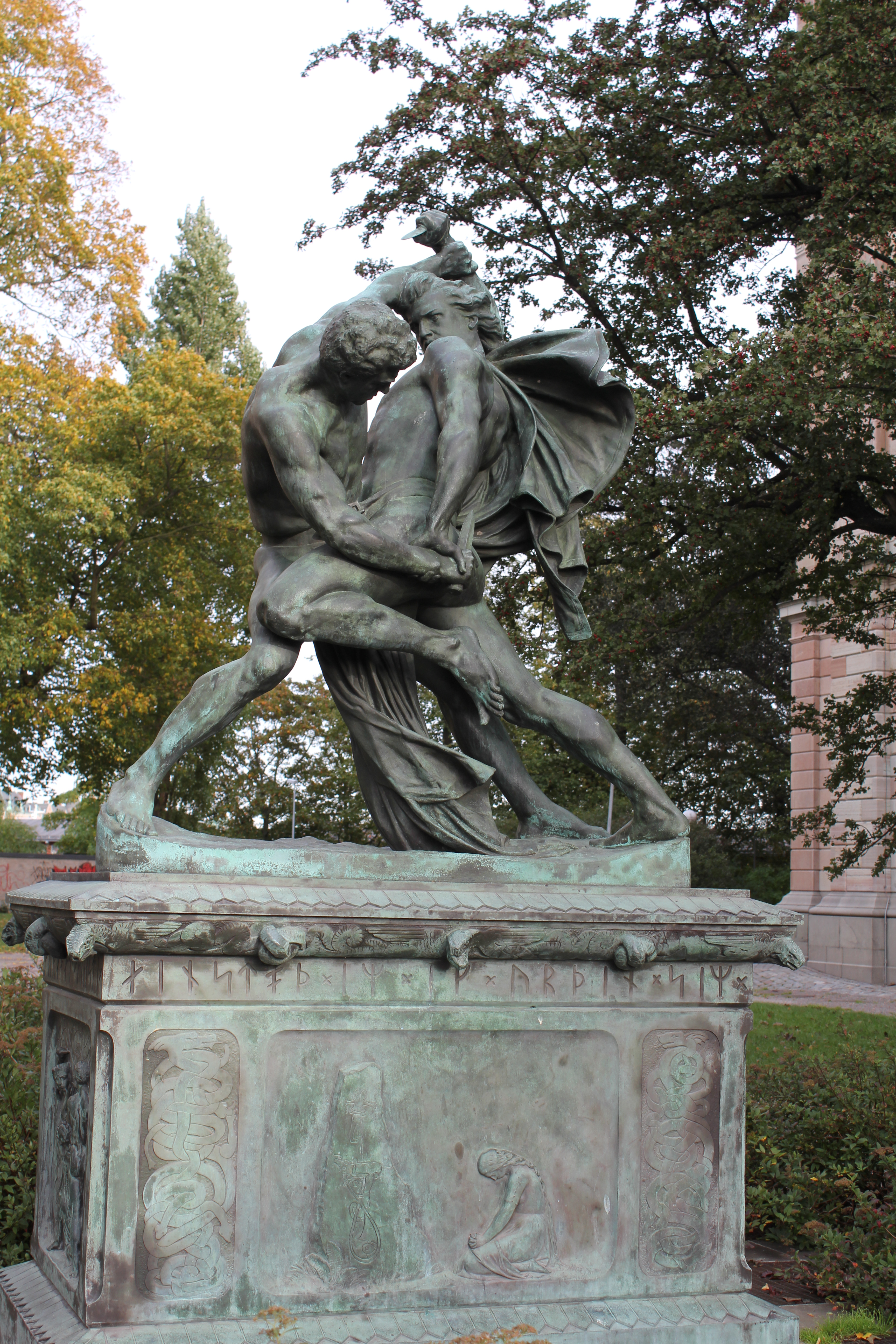
Die Messerkämpfer von 1867 vor dem schwedischen Nationalmuseum in Stockholm. Man beachte die Runeninschrift.

## Ausführung
Die beiden kämpfenden Männer stehen auf einem rechteckigen Sockel, der auf vier Seiten in Reliefbildern die Phasen des Zweikampfs zeigt. Drei von vier Seiten enthalten zudem schlangenartige Bänder mit Runenzeichen. Auf gewissen Ausführungen der Skulptur ist zudem oben am Sockel ein Band mit einer weiteren Runeninschrift enthalten. Es war längere Zeit unklar, ob die Runen bloße Ornamente darstellen oder ob sie eine Bedeutung haben. Aus Korrespondenz von Molin hat man jedoch den Schluss gezogen, dass die Runeninschrift im Sockelband von Anfang an vorgesehen war und einen altnordischen Text aus der Lieder-Edda darstellt. Molin hatte Probleme damit, den Text in die Runeninschrift umzusetzen, da die Edda nicht in Runeninschrift verfasst ist, und bat verschiedene Sprachwissenschaftler um Hilfe. Der Text im horizontalen Runenband stammt aus den Hamðismál. Die weiteren Runeninschriften in den Schlangenornamenten stammen aus den Hamðismál und den Hávamál.
Das erste bekannte Exemplar, das die Runeninschrift im horizontalen Sockelband enthält, ist das Stockholmer Exemplar von 1867.

## Entstehungsgeschichte
Molin begann in den 1840er Jahren mit Skizzen für die Skulptur. Seine Freunde Gunnar Wennerberg und Hans Forssell standen Modell für die Gesichter der zwei Kämpfer. 1859 wurde die erste Ausführung in Zink gegossen und im gleichen Jahr wurde sie noch ohne Erfolg in Paris gezeigt. Ein Jahr später wurde sie auf der Kunstakademie in Stockholm gezeigt. Doch erst 1862, als die Skulptur in Berlin von Moritz Geiß in Bronze gegossen wurde, schenkte man ihr größere Beachtung. Molin erhielt unter anderem die große preußische Goldmedaille für Kunst. Im gleichen Jahr zeigte man die Skulptur an der Weltausstellung in London und sie erhielt dort große Aufmerksamkeit. Zwei Exemplare wurden verkauft, eines an die Stadt Köln und eines an einen englischen Kunsthändler. Ein Exemplar aus Zink wurde für die Stadt Göteborg bestellt. Dieses stand zunächst im Brunnsparken, wurde aber 1863 an seinen heutigen Standort verschoben. 1867 wurde in Nürnberg ein weiteres Exemplar aus Bronze gegossen, auf Bestellung des Germanischen Nationalmuseums. Im gleichen Jahr bestellte das Nationalmuseum in Stockholm ein Exemplar, das zur Einweihung des Museums vor dessen Eingang platziert wurde.
Ein aus Zink gefertigtes Exemplar befindet sich heute in den Powerscourt Gardens in Irland.

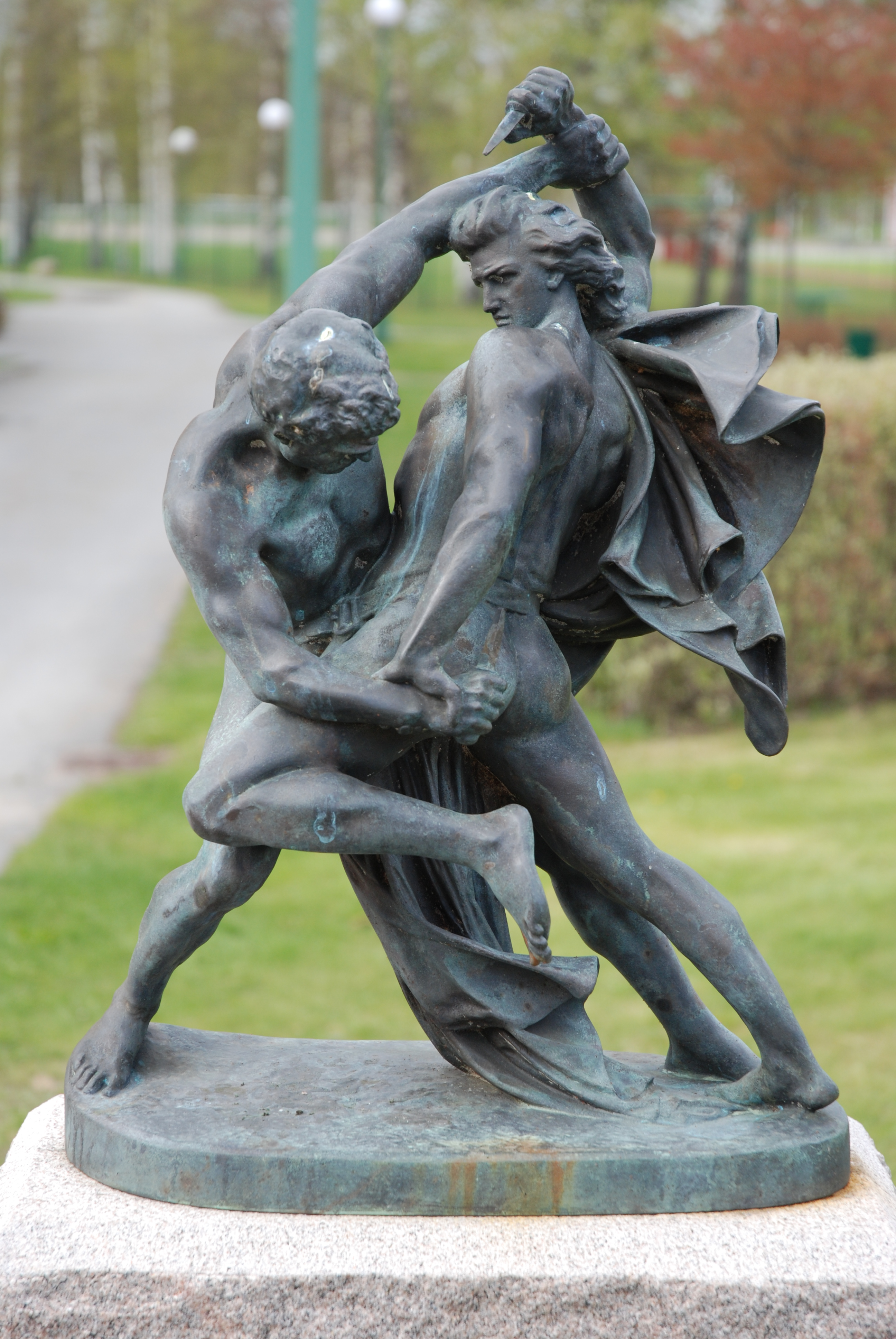
Die Messerkämpfer in Hällefors

## Bildergalerie

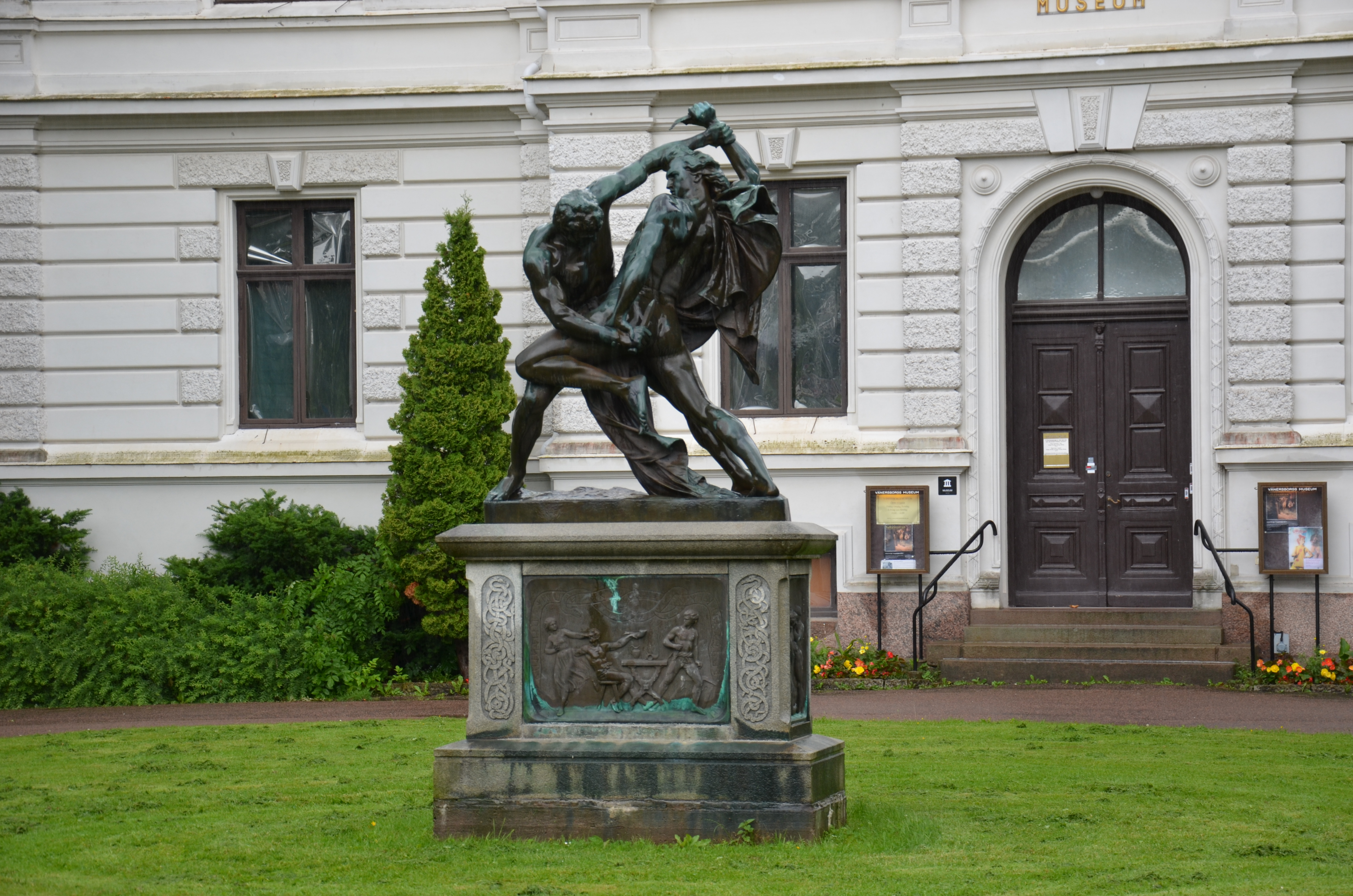
Skulptur in Vänersborg
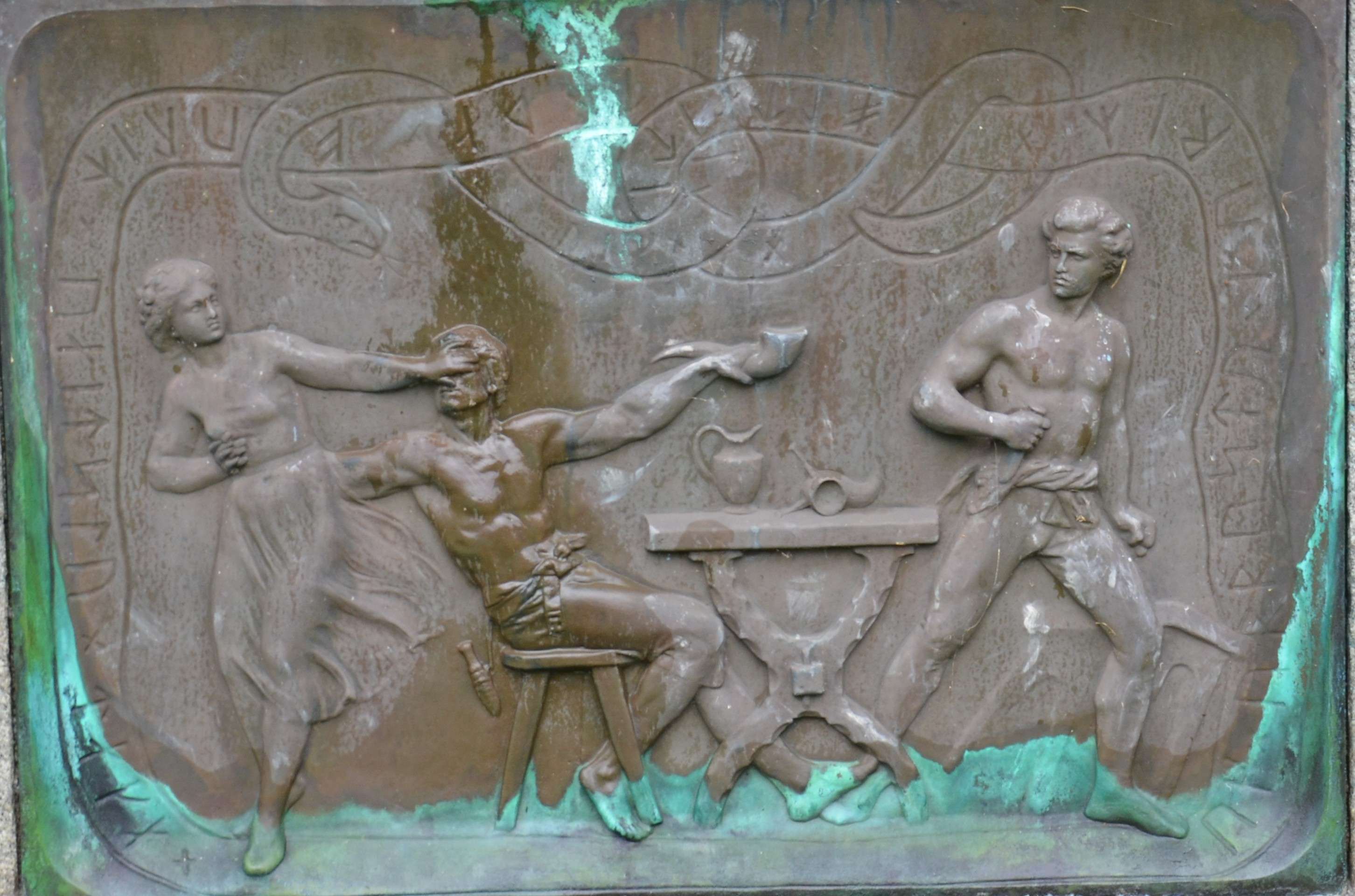
Relief (Front) auf dem Sockel der Skulptur in Vänersborg
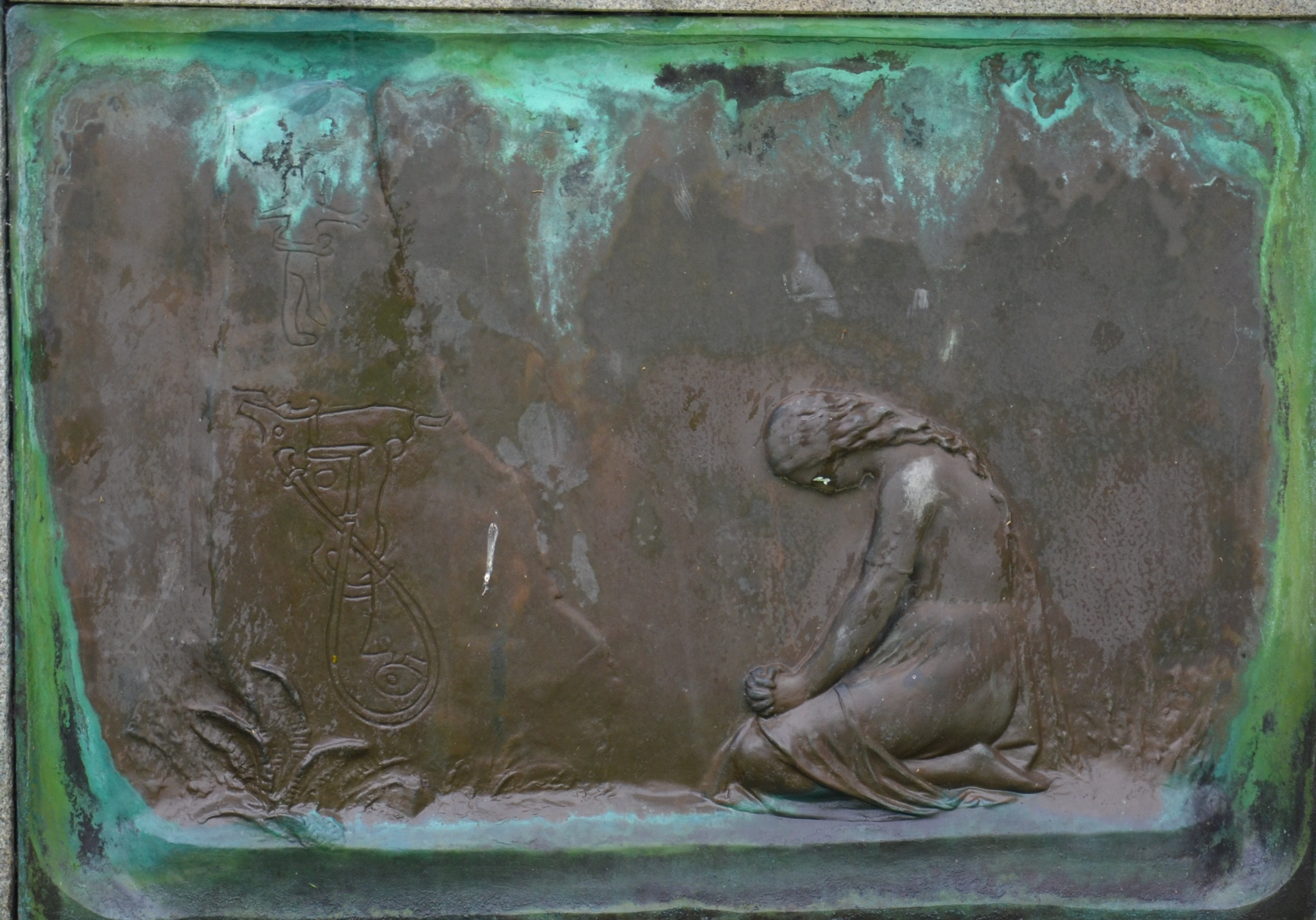
Relief (hinten) auf dem Sockel der Skulptur in Vänersborg
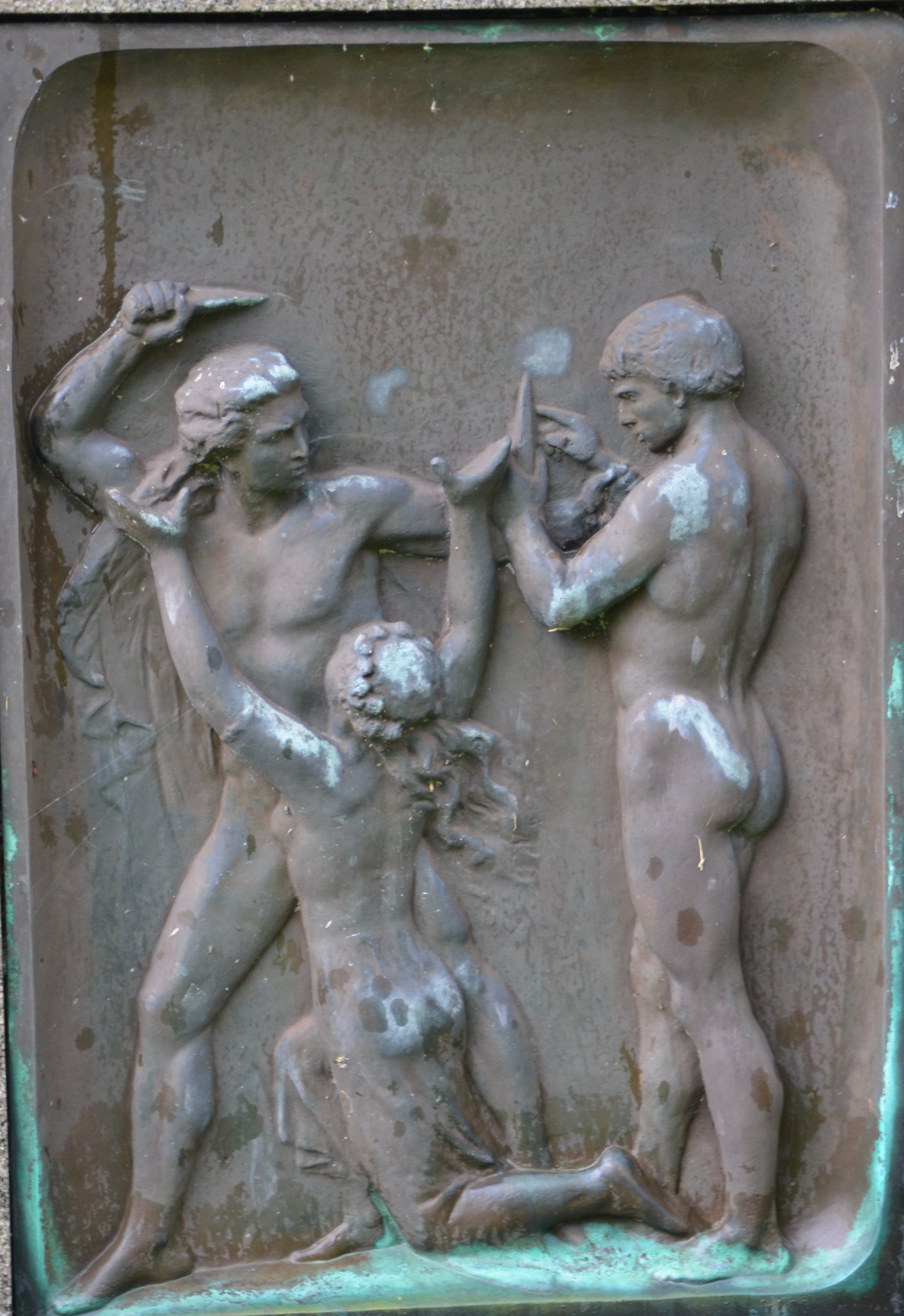
Relief (rechts) auf dem Sockel der Skulptur in Vänersborg
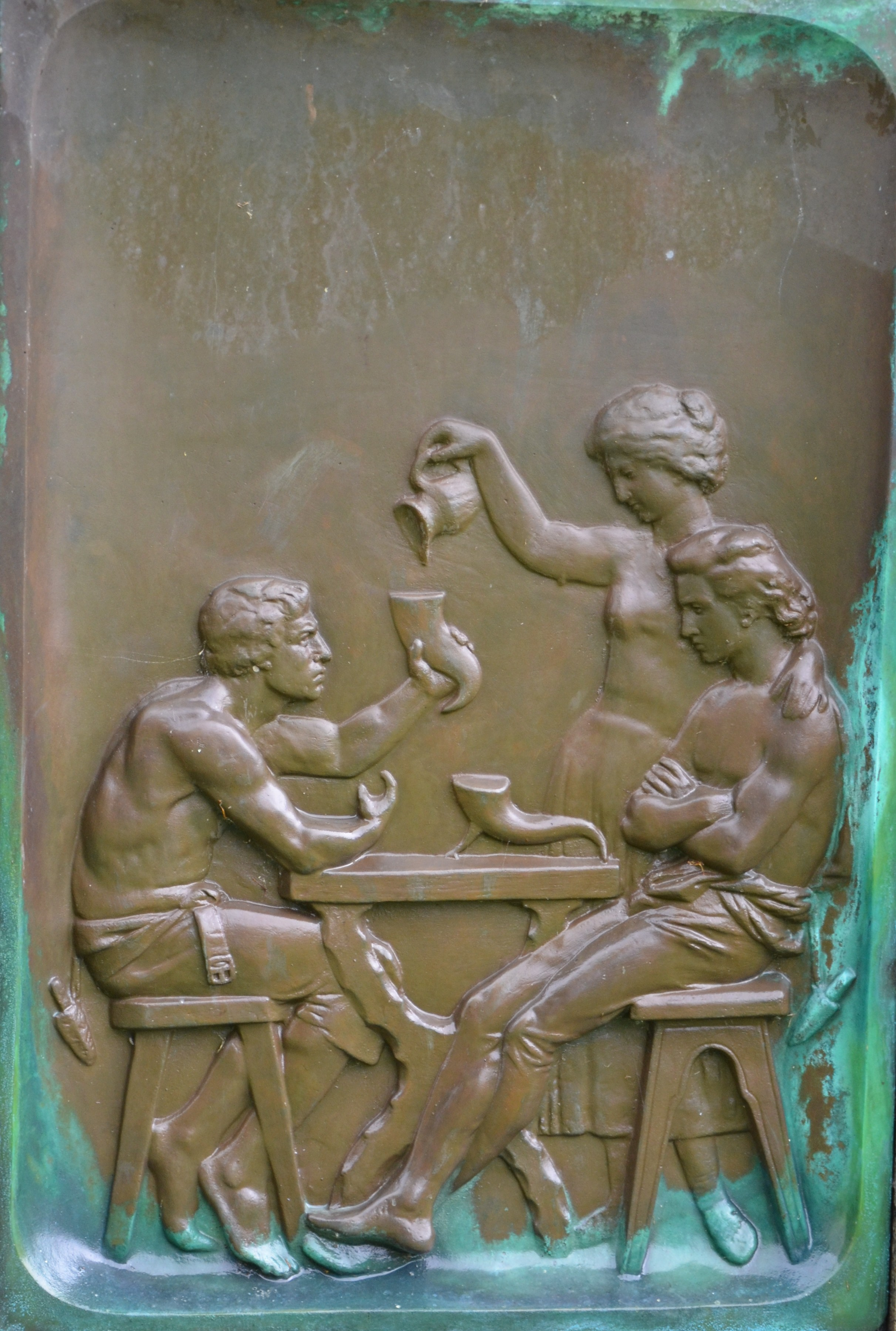
Relief (links) auf dem Sockel der Skulptur in Vänersborg
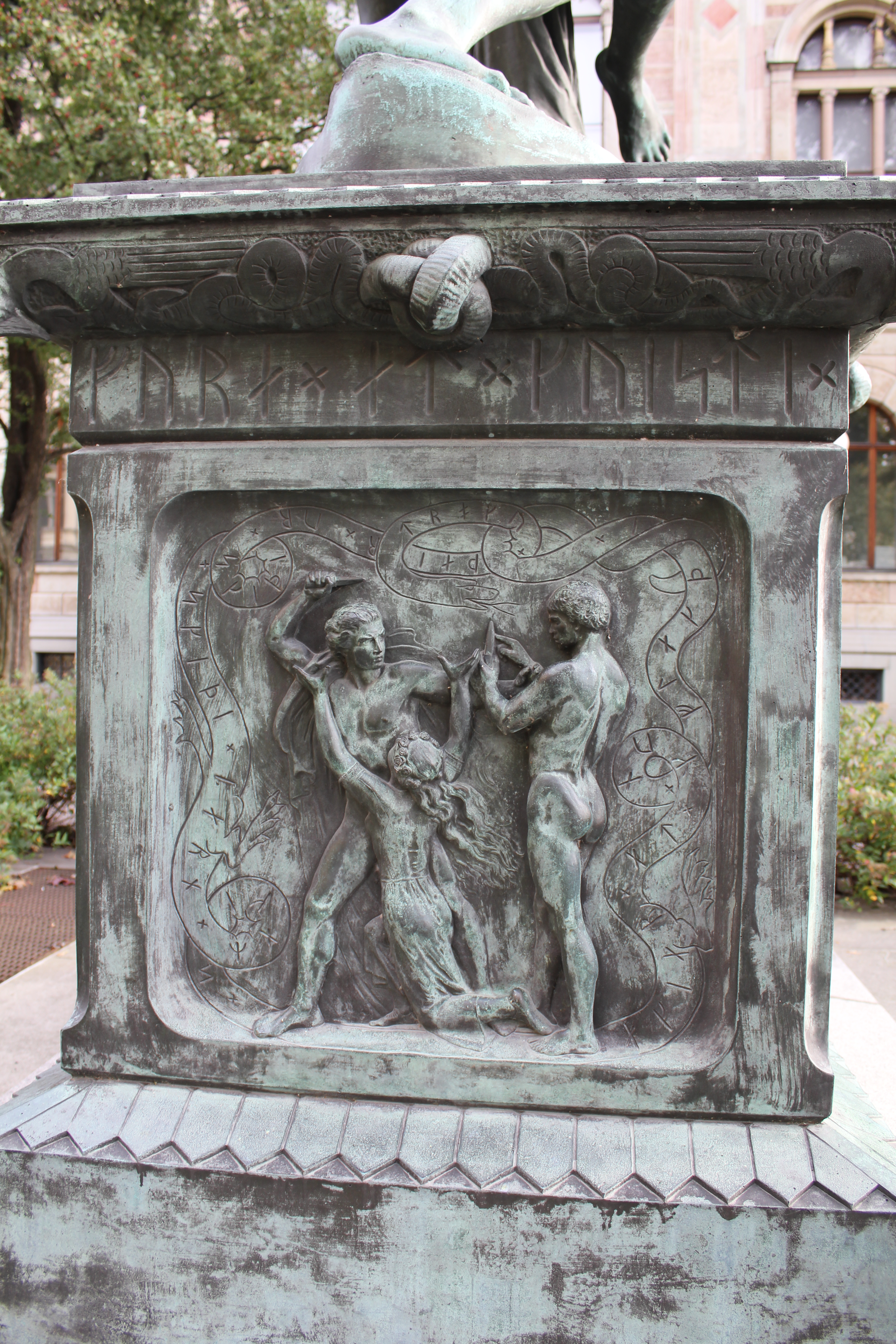
Bältespännarna, Museiparken in Stockholm, Sockel